# Alkoholeinlauf
Ein Alkoholeinlauf ist das Einfüllen eines alkoholischen Getränkes per Einlauf oder Klistier in den Mastdarm. Diese Methode des Alkoholkonsums, die bis ins 20. Jahrhundert medizinisch genutzt wurde, ist deutlich gefährlicher als die sonst übliche orale Aufnahme (durch den Mund und Magen).

## Geschichte
Einläufe mit Alkohol sind wohl so alt wie die Geschichte des Einlaufs und der Alkoholnutzung generell und fanden schon in der Antike zu medizinischen Zwecken Verwendung. Der altgriechische Arzt Galenos empfahl zur Behandlung bei Darmverletzungen die rektale Instillation von dunklem, herbem Wein. Auch Johann Friedrich Gmelin erwähnt in seiner Allgemeinen Geschichte der Pflanzengifte (1803) unter anderem Klistiere aus Wasser und Wein, um einem genesenden Kranken wieder „zu Kräften zu helfen“.
Auch in der Veterinärmedizin, etwa zur Behandlung von Verdauungsproblemen bei Pferden, fanden Klistiere Verwendung, die neben anderen Zutaten Bier oder Wein enthielten.
Für die rektale Ernährung von Patienten wurde noch im 20. Jahrhundert Alkohol als Zutat in Nährklistieren verwendet, die als Einzelklistier oder Tröpfcheneinlauf gegeben werden, zum Beispiel 60 ml Cognac, Rum, Nordhäuser Korn oder Ähnliches auf 1 Liter Wasser.

## Heutige Verwendung
Die heutige Medizin rät dringend von Alkoholeinläufen ab.
Sehr selten findet man diese oder ähnliche Methoden heute im nichtmedizinischen Bereich, vor allem beim Alkoholmissbrauch unter Jugendlichen und jungen Erwachsenen, oder im Bereich der Klismaphilie. Die Anwender haben manchmal das Ziel, auf diese Weise schneller betrunken zu werden, oder eine Betrunkenheit ohne eine Alkoholfahne zu erreichen.
Die Annahme, durch einen Alkoholeinlauf werde die Erkennung der Betrunkenheit in einer Polizeikontrolle verhindert, trifft nur eingeschränkt zu, denn Polizeivollzugsbeamte können unter Umständen auch unabhängig von einer „Fahne“ die mit dem Alkoholkonsum verbundenen Ausfallerscheinungen erkennen, die bei der Einlaufmethode teilweise sogar ausgeprägter sind. Zum anderen entsteht auch bei der rektalen Einnahme eine „Fahne“, nur zeitlich verschoben. 

## Methode
Neben den klassischen Geräten wie Klistierspritzen, Birnspritzen und Irrigator-Sets können auch Trichter-und-Schlauch-Apparaturen wie Bierbongs verwendet werden. Der Alkohol kann kalt oder auf Körpertemperatur angewärmt konsumiert werden, wobei letzteres Krämpfe reduziert.
Die Mastdarm- und Dickdarmschleimhaut nimmt den Alkohol binnen kürzester Zeit auf und gibt ihn in die Blutbahn ab, wobei die Aufnahme aus dem unteren Bereich des Rektums den Pfortaderkreislauf der Leber umgeht. Im Vergleich zur oralen Aufnahme kommt es so zu einer viel schnelleren und heftigeren, häufig lebensgefährlichen Alkoholvergiftung. Dem unteren Verdauungstrakt fehlen die Alkoholdehydrogenase-Enzyme des Magens, die Ethanol zu Acetaldehyd umwandeln. Zwar hat Acetaldehyd eine noch größere Toxizität als Ethanol, aber bei der direkten Aufnahme des reinen Ethanols in den Blutkreislauf kann die Leber überfordert werden.

## Gefahren
Alkoholeinläufe können lebensgefährliche Komplikationen mit sich bringen und haben schon mehrfach zum Tod des Anwenders geführt. Besonders gefährlich und auch schmerzhaft ist der Alkoholeinlauf, wenn anstelle von Bier oder Wein eine unverdünnte, hochprozentige Spirituose verwendet wird.

### Unkontrollierbarkeit der Dosis
Im Gegensatz zur oralen Aufnahme setzt die Wirkung schlagartig ein und dabei ist die Dosis nur schwer zu kontrollieren. Die Zeitdauer des Abbaus ist individuell und von Mal zu Mal höchst unterschiedlich und unkontrollierbar. 

### Verletzung des Darms
Bei einer Verletzung der empfindlichen Darmschleimhaut besteht die große Gefahr einer Infektion. Wenn Darmbakterien in die Blutbahn geraten, können sie Entzündungen bis hin zu einer potentiell tödlich verlaufenden Sepsis hervorrufen. Da Alkohol auf Zellen eine giftige Wirkung hat, kann Schleimhautkontakt zu Verätzungen führen. Diese bergen die gleichen Gefahren wie mechanische Verletzungen.

### Gefahren durch Erbrechen
Eine weitere Gefahr liegt darin, dass der Körper ab einer gewissen Blutalkoholkonzentration auf die Vergiftung mit Erbrechen reagiert. Dieses Erbrechen hat jedoch im Fall des nicht-oralen Alkoholkonsums keinen Nutzen, da sich der Alkohol nicht im Magen befindet, und ist vielmehr mit zusätzlichen Gefahren verbunden.
Der Magensaft muss nach dem Erbrechen möglichst zeitnah wieder verdünnt werden, um eine Verätzung der Magenschleimhaut zu verhindern. Wenn die hierfür notwendige Flüssigkeit nicht durch Trinken zugeführt wird, muss sie aus der Körperflüssigkeit gewonnen werden. Das kann zur Verdickung des Bluts mit der Gefahr von lebensbedrohlichen Blutgerinnseln führen. Eine weitere Gefahr stellt bei bewusstseinsgestörten Patienten die Möglichkeit einer Aspiration des erbrochenen Mageninhaltes dar.

## Andere nicht-orale Methoden
Andere Methoden des nicht-oralen Alkoholkonsums, welche zu einem großen Teil, aber nicht ausschließlich Moderne Sagen darstellen, sind
- Slimming[6], wobei ein Tampon mit hochprozentigem Alkohol vollgesaugt und vaginal oder rektal (dann auch als Anal-Shot bezeichnet) eingeführt wird.[7] Der Begriff Slimming klingt englisch, ist aber im Englischen nicht unter dieser Bedeutung bekannt. Die erstrebte Wirkung ist, dass der Tampon den Alkohol über einen längeren Zeitraum hinweg gleichmäßig in den Körper abgeben soll.
- Der Eyeball-Shot, auch Vodka eyeballing genannt, bei dem hochprozentiger Alkohol ins Auge geschüttet wird, was heftiges Brennen  verursacht[8] und vor allem eine selbstverletzende Mutprobe darstellt.
- Die Injektion von Alkohol in Blutgefäße. Sie ist unmittelbar schmerzhaft[9] und besonders gesundheitsschädlich.